# Harsjön (Floda socken, Södermanland)
Harsjön är en sjö i Katrineholms kommun i Södermanland och ingår i Nyköpingsåns huvudavrinningsområde. Sjön är 6,8 meter djup, har en yta på 0,109 kvadratkilometer och är belägen 69,1 meter över havet.

## Delavrinningsområde
Harsjön ingår i det delavrinningsområde (656298-153680) som SMHI kallar för Utloppet av Harsjön. Medelhöjden är 82 meter över havet och ytan är 1,82 kvadratkilometer. Det finns inga avrinningsområden uppströms utan avrinningsområdet är högsta punkten. Vattendraget som avvattnar avrinningsområdet har biflödesordning 4, vilket innebär att vattnet flödar genom totalt 4 vattendrag innan det når havet efter 92 kilometer. Avrinningsområdet består mestadels av skog (94 procent). Avrinningsområdet har 0,11 kvadratkilometer vattenytor vilket ger det en sjöprocent på 6 procent.